# Ligue des électeurs
La ligue des électeurs (en russe : Лига Избирателей, également traduit en anglais : League of Voters) est une association socio-politique citoyenne russe crée en 2012 et fermée par la justice en décembre 2021. Son objectif est de faire respecter les droits électoraux des citoyens. Ses fondateurs sont 16 représentants de l’intelligentsia russe. 
Selon Leonid Parfionov, l'idée de la ligue « est née au mois de décembre 2011 lors de rassemblements à Moscou sur la place Bolotnaia et l'avenue Sakharov ». À la suite de sa fermeture fin 2021, la Ligue a fait appel de cette décision en février 2022 devant la Cour européenne des droits de l'homme,. 

## Liste des fondateurs
- Roustem Adagamov
- Boris Akounine
- Dmitri Bykov
- Iouri Chevtchouk
- Piotr Chkoumatov
- Elizaveta Glinka
- Dmitri Ivanov
- Tatiana Lazareva
- Kirill Lebedev
- Lioudmila Oulitskaïa
- Leonid Parfionov
- Sergey Parkhomenko
- Olga Romanova
- Elena Tikhonova
- Ilya Varlamov
- Gueorgui Vassiliev